# 須藤修一
須藤 修一（すどう しゅういち）は、日本の地方公務員。茨城県土木部技監や、茨城県土木部長を務めた。瑞宝小綬章受章。

## 人物・経歴
1972年新潟大学工学部卒業、茨城県入庁。1985年茨城県土木部ダム砂防課係長。1994年茨城県土木部検査管理課主査。1997年茨城県土木部都市局公園街路課課長補佐。1999年茨城県水戸土木事務所技佐兼次長兼事業調整課長。2000年茨城県水戸土木事務所次長兼事業調整課長。2001年茨城県土木部道路建設課技佐兼課長補佐（技術総括）。2003年茨城県土木部企画監。2005年茨城県土木部道路建設課長。2006茨城県土木部技監兼道路建設課長。2007年茨城県水戸土木事務所長。2009年茨城県土木部長。2010年茨城ポートオーソリティ代表取締役副社長。2021年秋の叙勲で瑞宝小綬章受章。